# Prima Lega 1963-1964 (calcio)
La Prima Lega 1963-1964, campionato svizzero di terza serie, si concluse con la vittoria del Le Locle-Sports.

## Regolamento
Scopo del torneo è quello di ottenere due promozioni e sei retrocessioni.
Torneo svolto in due fasi: la prima fase vede le 39 squadre partecipanti suddivise, con criterio regionale, in tre gironi composti da 13 squadre ciascuno, in cui le prime classificate di ogni girone, si affrontano nella fase finale, in un minitorneo a tre, per stabilire le due squadre promosse in Lega Nazionale B. Le ultime due squadre di ciascun girone vengono retrocesse direttamente in Seconda Lega. La prima fase vede le squadre impegnate in gare di andata e ritorno, mentre la fase finale prevede incontri in gare unica.

## Girone ovest

### Classifica finale
|  | Pos. | Squadra         | Pt | G  | V  | N  | P  | GF | GS | DR  |
|  | ---- | --------------- | -- | -- | -- | -- | -- | -- | -- | --- |
|  | 1.   | Le Locle-Sports | 39 | 24 | 17 | 5  | 2  | 51 | 19 | +32 |
|  | 2.   | Friburgo        | 33 | 24 | 15 | 3  | 6  | 47 | 25 | +22 |
|  | 3.   | Raron           | 28 | 24 | 10 | 8  | 6  | 23 | 26 | -3  |
|  | 4.   | Yverdon         | 26 | 24 | 10 | 6  | 8  | 54 | 36 | +18 |
|  | 5.   | Xamax Neuchâtel | 29 | 24 | 11 | 4  | 9  | 43 | 33 | +10 |
|  | 6.   | Malley          | 25 | 24 | 7  | 11 | 6  | 32 | 31 | +1  |
|  | 7.   | Versoix         | 22 | 24 | 8  | 6  | 10 | 35 | 36 | -1  |
|  | 8.   | Forward Morges  | 20 | 24 | 6  | 8  | 10 | 29 | 36 | -7  |
|  | 9.   | Stade Lausanne  | 20 | 24 | 6  | 8  | 10 | 35 | 46 | -9  |
|  | 10.  | Renens          | 20 | 24 | 8  | 4  | 12 | 31 | 43 | -12 |
|  | 11.  | Martigny        | 20 | 24 | 9  | 2  | 13 | 25 | 41 | -16 |
|  | 12.  | Hauterive       | 17 | 24 | 7  | 3  | 14 | 39 | 48 | -9  |
|  | 13.  | Assens          | 16 | 24 | 4  | 8  | 12 | 23 | 47 | -24 |

Legenda:

      Ammessa alla fase finale per la promozione in Lega Nazionale B 1964-1965.

      Retrocessa in Seconda Lega 1964-1965.

Note:
Due punti a vittoria, uno a pareggio, zero a sconfitta.

## Girone centrale

### Classifica finale
|  | Pos. | Squadra           | Pt | G  | V  | N | P  | GF | GS | DR  |
|  | ---- | ----------------- | -- | -- | -- | - | -- | -- | -- | --- |
|  | 1.   | Burgdorf          | 36 | 24 | 16 | 4 | 4  | 55 | 25 | +30 |
|  | 2.   | Concordia Basilea | 35 | 24 | 16 | 3 | 5  | 54 | 29 | +25 |
|  | 3.   | Delémont          | 28 | 24 | 12 | 4 | 8  | 48 | 45 | +3  |
|  | 4.   | Alle              | 25 | 24 | 9  | 7 | 8  | 35 | 34 | +1  |
|  | 5.   | Emmenbrücke       | 24 | 24 | 9  | 6 | 9  | 43 | 39 | +4  |
|  | 6.   | Nordstern         | 24 | 24 | 10 | 4 | 10 | 47 | 44 | +3  |
|  | 7.   | Olten             | 24 | 24 | 9  | 6 | 9  | 43 | 41 | +2  |
|  | 8.   | Minerva Berna     | 22 | 24 | 7  | 8 | 9  | 41 | 41 | 0   |
|  | 9.   | Langenthal        | 22 | 24 | 9  | 4 | 11 | 55 | 56 | -1  |
|  | 10.  | Wohlen            | 22 | 24 | 9  | 4 | 11 | 37 | 46 | -9  |
|  | 11.  | Gerlafingen       | 20 | 24 | 7  | 6 | 11 | 29 | 46 | -17 |
|  | 12.  | Kickers Lucerna   | 18 | 24 | 7  | 4 | 13 | 35 | 52 | -17 |
|  | 13.  | Old Boys Basilea  | 11 | 24 | 4  | 3 | 17 | 26 | 56 | -30 |

Legenda:

      Ammessa alla fase finale per la promozione in Lega Nazionale B 1964-1965.

      Retrocessa in Seconda Lega 1964-1965.

Note:
Due punti a vittoria, uno a pareggio, zero a sconfitta.

## Girone est

### Classifica finale
|  | Pos. | Squadra           | Pt | G  | V  | N | P  | GF | GS | DR  |
|  | ---- | ----------------- | -- | -- | -- | - | -- | -- | -- | --- |
|  | 1.   | Baden             | 35 | 24 | 14 | 7 | 3  | 61 | 28 | +33 |
|  | 2.   | Blue Stars Zurigo | 35 | 24 | 15 | 5 | 4  | 48 | 21 | +27 |
|  | 3.   | Red Star Zurigo   | 28 | 24 | 11 | 6 | 7  | 45 | 39 | +6  |
|  | 4.   | Vaduz             | 26 | 24 | 12 | 2 | 10 | 46 | 40 | +6  |
|  | 5.   | Bodio             | 26 | 24 | 10 | 6 | 8  | 25 | 24 | +1  |
|  | 6.   | San Gallo         | 25 | 24 | 11 | 3 | 10 | 54 | 42 | +12 |
|  | 7.   | Locarno           | 25 | 24 | 9  | 7 | 8  | 32 | 31 | +1  |
|  | 8.   | Wettingen         | 24 | 24 | 10 | 4 | 10 | 50 | 29 | +21 |
|  | 9.   | Oerlikon/Polizei  | 21 | 24 | 8  | 5 | 11 | 33 | 46 | -13 |
|  | 10.  | Widnau            | 20 | 24 | 7  | 6 | 11 | 31 | 45 | -14 |
|  | 11.  | Dietikon          | 20 | 24 | 7  | 6 | 11 | 29 | 44 | -15 |
|  | 12.  | Küsnacht          | 18 | 24 | 7  | 4 | 13 | 31 | 48 | -17 |
|  | 13.  | Rapid Lugano      | 9  | 24 | 2  | 5 | 17 | 23 | 71 | -48 |

Legenda:

      Ammessa alla fase finale per la promozione in Lega Nazionale B 1964-1965.

      Retrocessa in Seconda Lega 1964-1965.

Note:
Due punti a vittoria, uno a pareggio, zero a sconfitta.

## Spareggio per il primo posto[1]
| 21 giugno 1964 | Baden | 3 - 2 | Blue Stars Zurigo | Aarau |
| 21 giugno 1964 |       |       |                   | Aarau |

## Fase Finale
La fase finale stabilisce le due squadre promosse in Lega Nazionale B.

### Finali per la promozione in LNB
| 21 giugno 1964 | Burgdorf | 0 - 2 | Le Locle-Sports | Burgdorf |
| 21 giugno 1964 |          |       |                 | Burgdorf |

| 28 giugno 1964 | Le Locle-Sports | 5 - 2 | Baden | Le Locle |
| 28 giugno 1964 |                 |       |       | Le Locle |

| 5 luglio 1964 | Baden | 3 - 3 | Burgdorf | Baden |
| 5 luglio 1964 |       |       |          | Baden |

### Classifica finale
| Squadra         | P.ti | G | V | N | P | GF | GS | DR |
| --------------- | ---- | - | - | - | - | -- | -- | -- |
| Le Locle-Sports | 4    | 2 | 2 | 0 | 0 | 7  | 2  | +5 |
| Baden           | 1    | 2 | 0 | 1 | 1 | 3  | 8  | -5 |
| Burgdorf        | 1    | 2 | 0 | 1 | 1 | 3  | 5  | -2 |

### Spareggio per la 2ª promozione in LNB
Si è dovuto ricorrere ad uno spareggio per decidere la seconda squadra promossa in LBN in quanto Baden e Burgdorf si trovarono in parità (ogni squadra aveva perso la partita affrontata contro il Le Locle-Sports e pareggiato lo scontro diretto). 
| 11 luglio 1964 | Baden | 3 - 1 | Burgdorf | Olten |
| 11 luglio 1964 |       |       |          | Olten |

## Verdetti Finali
- FC Le Locle-Sports vincitore del torneo.
- FC Le Locle-Sports e Baden promosse in Lega Nazionale B
- FC Hauterive, FC Assens, Kickers Luzern, BSC Old Boys Basel, FC Küsnacht e Rapid Lugano retrocesse in Seconda Lega.